# Neoglyptatelus
Il neogliptatelo (gen. Neoglyptatelus) è un mammifero xenartro estinto, appartenente ai cingolati. Visse tra il Miocene medio e il Miocene superiore (circa 13 - 7 milioni di anni fa) e i suoi resti fossili sono stati ritrovati in Sudamerica. 

## Descrizione
Questo animale doveva essere molto simile a un armadillo attuale, ma la morfologia del carapace era molto differente. Neoglyptatelus doveva avere dimensioni comprese tra quelle di un attuale armadillo maggiore (Dasypus kappleri) e quelle di un armadillo gigante (Priodontes giganteus); la specie tipo, Neoglyptatelus originalis, doveva raggiungere i 60 centimetri di lunghezza (coda esclusa) e probabilmente pesava circa 15 chilogrammi. 
Il carapace era diviso in due "scudi", uno scapolare e l'altro pelvico, entrambi composti da numerosissimi osteodermi poligonali molto spessi (quasi un centimetro) ma di piccole dimensioni (circa 1,5 centimetri di lunghezza) e fusi fra loro a formare una struttura rigida; il margine posteriore dello scudo scapolare, che arrivava a circa metà della lunghezza del corpo dell'animale, era costituito da due file di osteodermi a forma di cuneo, embricati, che andavano a coprire il margine anteriore dello scudo pelvico. In questo modo, Neoglyptatelus era dotato di uno scudo rigido nella maggior parte della sua struttura, ma flessibile a metà del dorso. Una struttura simile non corrisponde né a quella dei glittodonti (che hanno una struttura completamente rigida formata da osteodermi fissi) né a quella degli armadilli, dotati di alcune bande mobili a metà del dorso. 
Il cranio di Neoglyptatelus era lungo e piuttosto sottile, privo di denti. La corazza caudale era costituita anch'essa da osteodermi accostati l'uno all'altro.

## Classificazione
Il genere Neoglyptatelus venne descritto per la prima volta nel 1997, sulla base di resti fossili ritrovati in Colombia in terreni del Miocene medio; la specie tipo è Neoglyptatelus originalis. A questo genere sono state ascritte altre due specie: N. sincelejanus del Miocene medio-superiore della Colombia e N. uruguayensis del Miocene superiore dell'Uruguay. Neoglyptatelus è un membro enigmatico dell'ordine dei cingolati: all'epoca della sua scoperta era stato considerato un membro arcaico dei glittodonti, affine a forme antiche come Glyptatelus e sopravvissuto in remote zone del Nord del Sudamerica in isolamento; successivi studi hanno indicato che questo animale, così come l'affine Pachyarmatherium (ancor più recente), potrebbero essere stati i membri di un clade di cingolati noto come Pachyarmatheriidae, potenzialmente intermedi (almeno morfologicamente) tra gli armadilli in senso stretto e i glittodonti. 

## Paleobiogeografia
La peculiare distribuzione geografica dei resti di Neoglyptatelus e di Pachyarmatherium porta a supporre che questi animali si siano originati in Sudamerica nel corso dell'Oligocene o del Miocene inferiore, per poi migrare in Nordamerica durante il grande scambio faunistico americano, nel corso del Pliocene. 

## Paleoecologia
Si suppone che Neoglyptatelus, dotato di un cranio lungo e stretto e privo di denti, fosse un animale insettivoro; probabilmente si nutriva di formiche come l'attuale armadillo dalle nove fasce (Dasypus novemcinctus), dotato di un cranio simile. 